# Tunnel Wilbur-Wright
 (février 2021).
Si vous disposez d'ouvrages ou d'articles de référence ou si vous connaissez des sites web de qualité traitant du thème abordé ici, merci de compléter l'article en donnant les références utiles à sa vérifiabilité et en les liant à la section « Notes et références ».

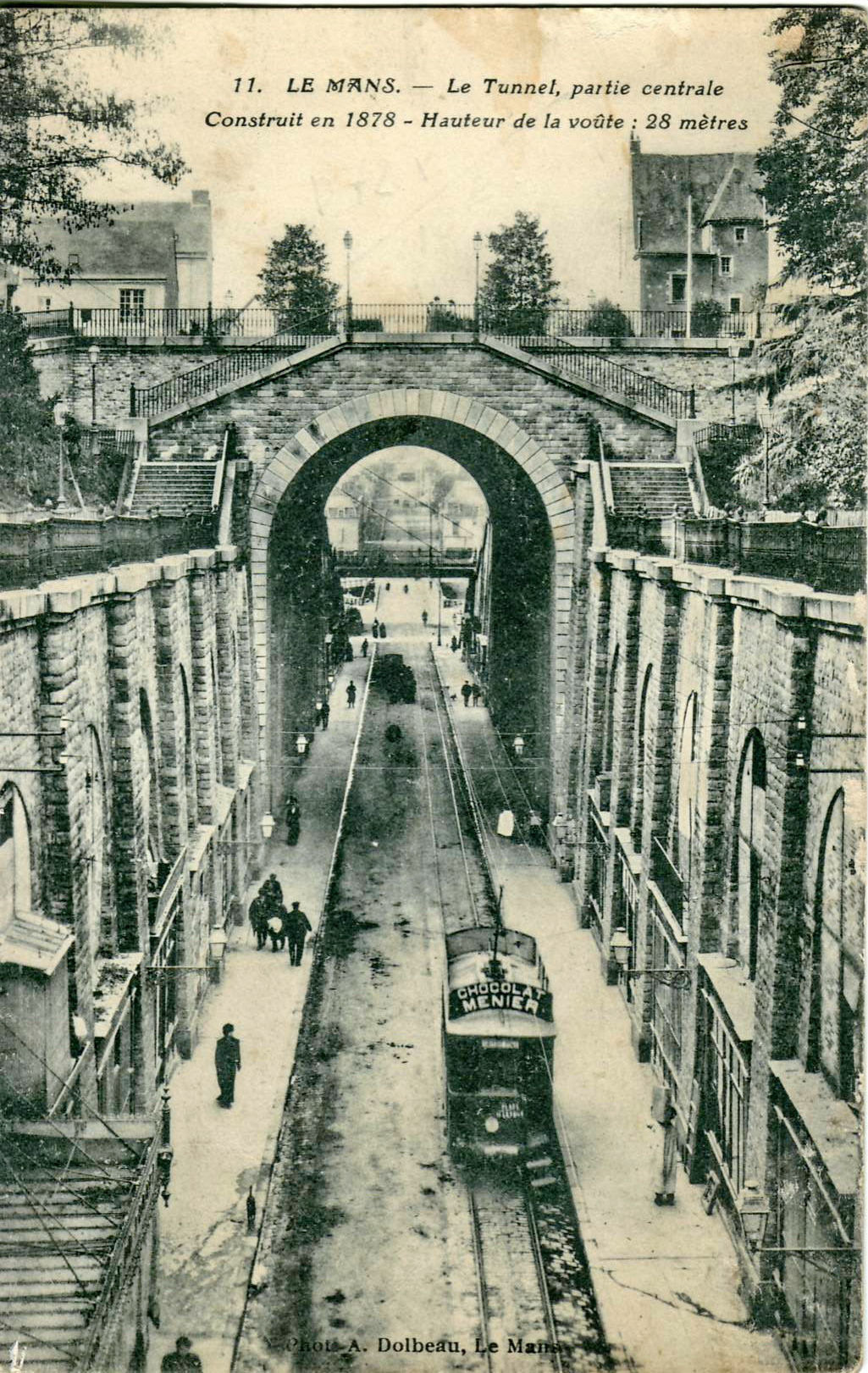
La partie centrale du tunnel, au début du XX, où passe une rame de l'ancien tramway du Mans.

Le tunnel Wilbur-Wright ou le tunnel des Jacobins ou tunnel du Vieux-Mans, est une tranchée routière en partie couverte, ouvrage de voirie construit de 1873 à 1877, situé au Mans (Sarthe).

## Situation et accès

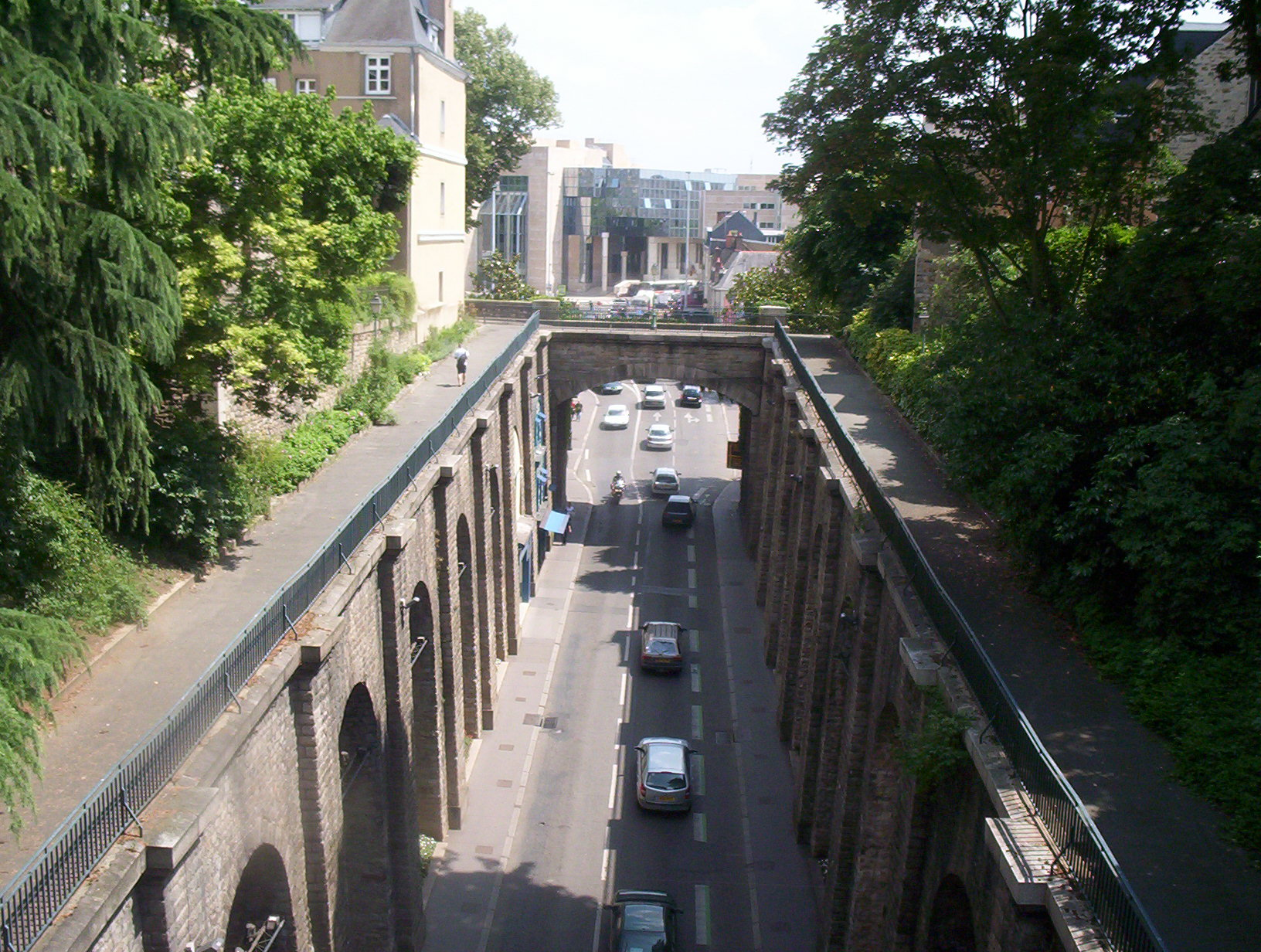
Tunnel des Jacobins vers le Sud.

Il est situé au cœur de la vieille ville du Mans (Sarthe) et permet de la franchir par un creusement intérieur. Les Manceaux le dénomment familièrement « Le Tunnel ».
Le tunnel a été construit au XIXe siècle, entre 1873 et 1877. Il a été longtemps réservé à l'ancien tramway. Il coupe la Cité Plantagenêt en son milieu pour relier la place des Jacobins au quartier nord de la Chasse Royale.

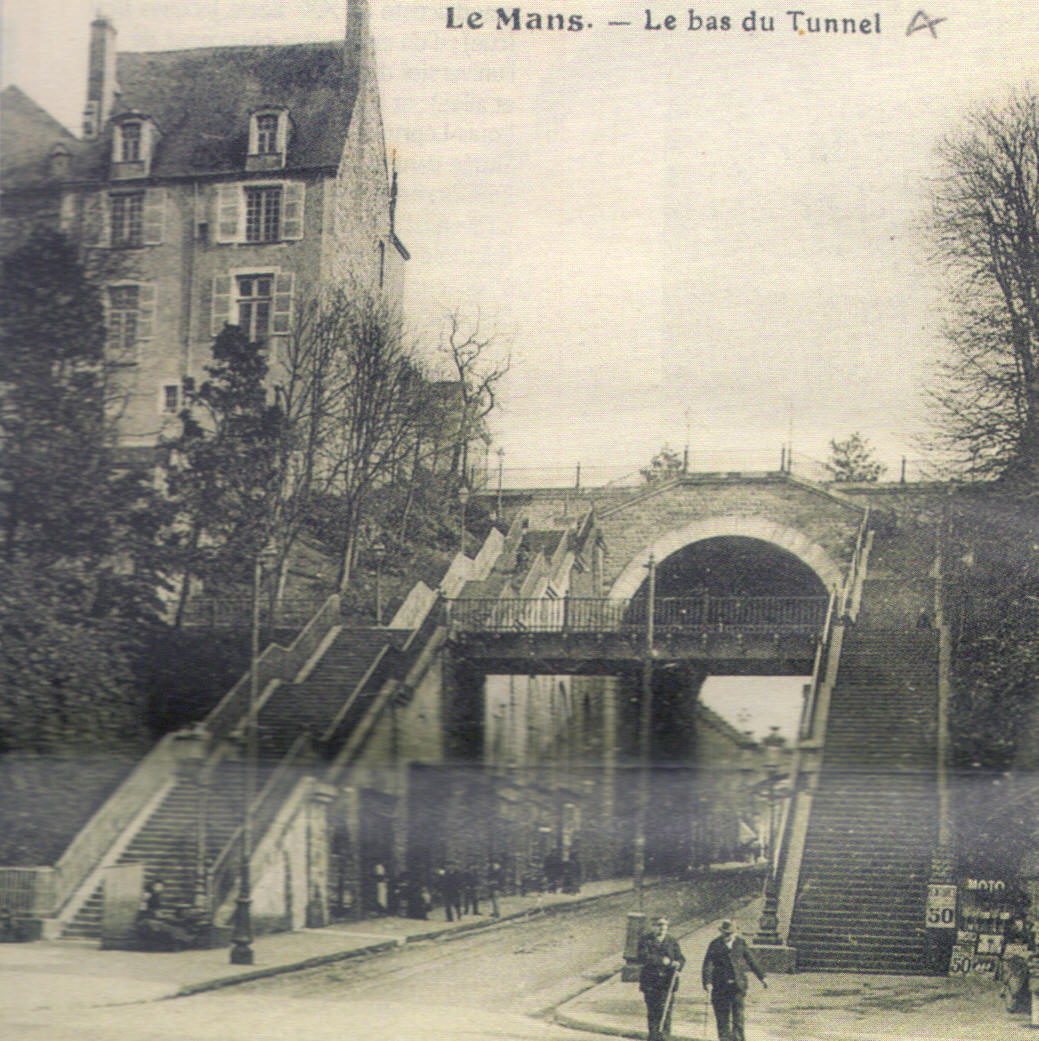
Le Tunnel, vers 1880-1890.

Ce tunnel est ouvert aux voitures depuis la seconde moitié du XXe siècle. Contrairement à ce qui pourrait apparaître au premier regard, l'édifice n'est pas clos et n'a pas à proprement parler de couverture. Il est à ciel ouvert, c'est donc une tranchée, mais ses parois, atteignant des hauteurs trop grandes pour offrir assez d'éclairage, lui valent la dénomination de « tunnel ». Il fait aujourd'hui partie intégrante de la vieille ville et permet de relier par les trois ponts qui le franchissent, ouverts aux voitures, les quartiers est et ouest. La structure est entièrement de pierre, excepté quelques renforcements métalliques des ponts.
Il comprend une chaussée à deux fois une voie et une bande cyclable dans le sens de la montée. Les voûtes soutenant les flancs créent des alvéoles qui furent aménagées pour créer boutiques et logements dont plus que deux ou trois restent à la fin du XXe siècle.
Les flancs sont parcourus par des escaliers.

## Origine du nom
Il porte le nom de Wilbur Wright (1867-1912) pionnier américain de l'aviation.

## Historique
L'idée première est de creuser une nouvelle voie de communication sous le vieux Mans, afin de ménager un accès commode vers le centre-ville. Le 21 décembre 1849, Paul Surmont, maire du Mans, propose son plan. Il s'agit de relier directement la place des Jacobins au Pont Yssoir et au nouveau cimetière de l'Ouest, créé en 1847. Dès lors, une galerie exploratrice est creusée sous la vieille ville. Elle devient le passage obligé des habitants pour atteindre le centre de la « nouvelle ville ». L'ouverture aux piétons ne dura que huit ans, car le passage fut jugé dangereux : l'obscurité, la friabilité de la roche, rendaient la traversée périlleuse.
Le 14 novembre 1865, les élus proposent un véritable projet de tunnel à Eugène Caillaux (père de Joseph Caillaux). Ils souhaitent voir un tunnel facile à bâtir, mais surtout pratique pour les riverains.
Alors qu'il fallait autrefois faire le tour du quartier historique ou le traverser par les nombreux escaliers qu'il contient, cet édifice doit permettre une traversée plus aisée.

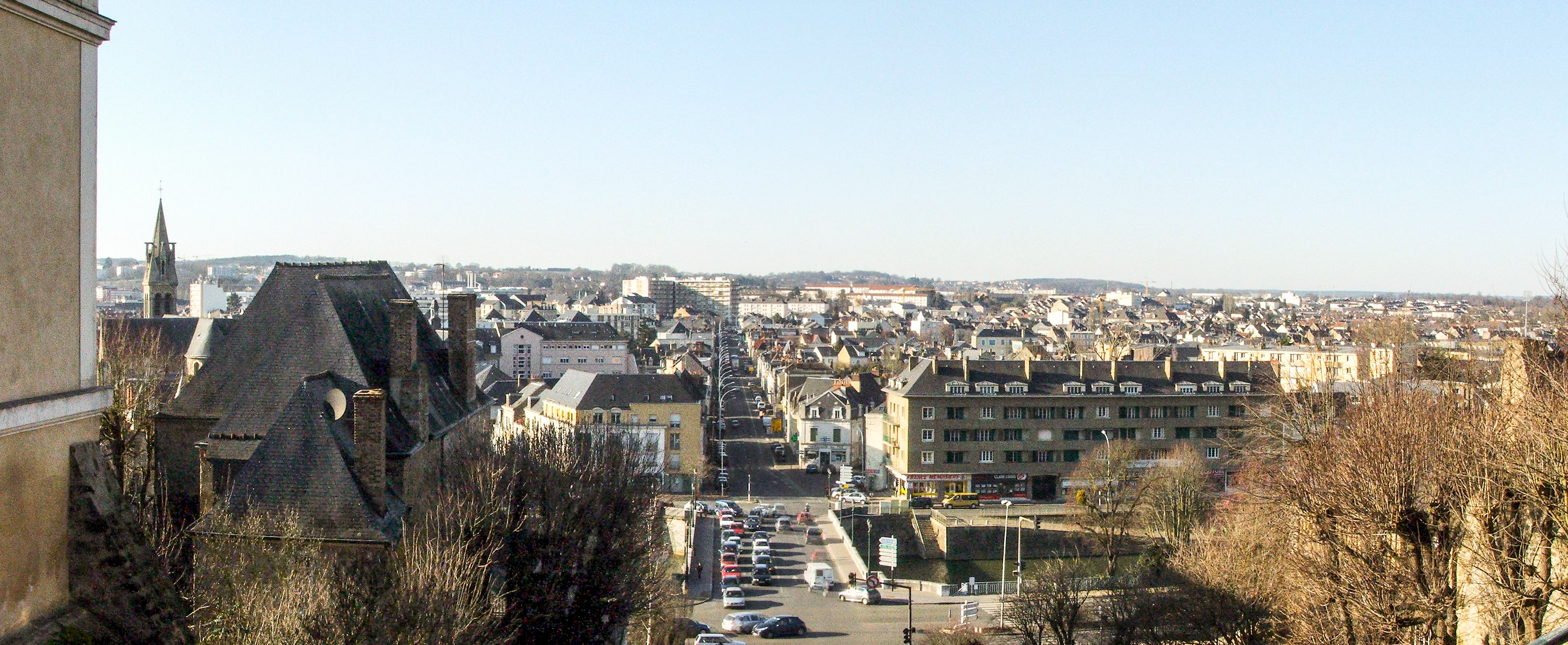
Le nord du Mans depuis le haut point du tunnel. On peut apercevoir l'église du Pré et les collines éloignées du Mans comme Le Ribay ou Beauregard.

En deux ans, le directeur de recherche produit cinq projets. Quelques-uns seraient la création d'un tunnel en tube, ou en une seule tranchée, ou même, l'architecte réalise un plan pour contourner la colline du Vieux Mans. Finalement, son troisième projet est retenu, sorte d'architecture hybride entre tunnel et tranchée à ciel ouvert. Les travaux commencent en mars 1870. Caillaux en est l'instigateur, tant sur le papier que dans la réalisation.
Les travaux sont interrompus par la fin du Second Empire et l'invasion prussienne. Ce n'est qu'un an plus tard que les travaux peuvent reprendre. Le nouveau maire, Anselme Rubillard, écarte Caillaux de la construction. Il place à sa tête deux ingénieurs des Ponts et chaussées : Thoré et Ricour. Ce remplacement ne fait plus de doute : le politique a voulu tenir écarté l'ingénieur Caillaux de toute grande réalisation. Le chantier se poursuit, la voûte de l'édifice est réalisée avant même le soubassement. Le 30 septembre 1877, soit après six ans de construction et presque trente ans de projets et de travaux, l'inauguration a lieu. Elle est réalisée en présence du nouveau ministre des finances... un certain Eugène Caillaux.